# Бизнес администрация
Бизнес администрацията е интердисциплинарна област на знания в социалните науки, която се занимава с мениджмънта на организации със стопанска цел. Училищата по бизнес администрация в по-голямата си част са със статут на факултет в институциите за висше образование. Обхватът на темите, изучавани в тази област, включва маркетинг, финанси, счетоводство, мотивация на служителите, управление на човешките ресурси, управление на информационните системи, бизнес предприемачество, изследвания на постиженията и др.
В рамките тази област се изучават техники за вземане на решения на общото ниво на организацията, като определяне на основните ценности на организацията, определяне на стратегия и цели и тяхното изпълнение в различните отдели на организацията.